# Sara Whalen
Sara Whalen, född 28 april 1976 i Natick i Massachusetts, är en amerikansk fotbollsspelare. Vid fotbollsturneringen under OS 2000 i Sydney deltog hon i det amerikanska lag som tog silver. 